# Sjednošupljikasti mišić
Sjednošupljikasti mišić (lat. musculus ischiocavernosus) je parni mišić dna zdjelice. Mišić je sastavni dio urogenitalne dijafragme. Mišić inerviraju ogranci stidnog živca (lat. nervus pudendus).

## Polazište i hvatište
Mišići polaze s medijalne površine sjedne kosti, idu prema naprijed i obuhvaćaju kavernozna tijela penisa ili dražice. 
Sjednošupljikasti mišići svojom kontrakcijom pomažu erekciju i ejakulaciju.